# Greenland Puli Center
El Greenland Puli Center es un rascacielos ubicado en la ciudad china de Jinan. La construcción del edificio comenzó oficialmente en 2011, siendo finalizada en 2015. Con una altura de 301 metros es el rascacielos más alto de la ciudad.